# 餅月Himari
餅月Himari（日语：／）是前Raivurari所屬的YouTuber。她經常在影片分享網站YouTube上上載有關美少女遊戲（日本成人遊戲）和自己翻唱歌曲的影片。此外她亦以遊戲音樂歌手和聲優的身份出現在其他媒體上。
2023年11月30日，她宣佈活動休止。原事務所在回答《週刊文春》記者提問時，說她在12月開始以的名義活動。記者繼向胡桃查詢，但她拒絕回答自己是否餅月的問題。

## 經歷
2019年9月4日，餅月Himari在YouTube頻道「Himari頻道」（ひまりちゃんねる）上上載自己首部影片，於當中自稱為「來自月亮的月兔人YouTuber」，並說自己「以成為最強偶像為目標」。10月26日，她改用另一個帳戶進行活動，以上載翻唱VOCALOID歌曲的影片為主軸。
次年4月21日，她宣佈自己已成為Unicreate所屬的YouTuber。同月，餅月上載了一段影片，於當中稱自身花了600萬日元來做宣傳。她的人氣最終因該段影片而急升。自5月開始，她的影片愈來愈多跟美少女遊戲有關——像是轉播美少女遊戲的內容，與官方合作為美少女遊戲宣傳等。
2020年10月，她開始涉足歌手業務，成為遊戲《響野家是色情遊戲店！》插入曲「Holy moments!!」的主唱歌手。次月，美少女遊戲雜誌《TECH GIAN》為她開設常設專欄。12月，同人社團「Acerola」（あせろら）把她選為宣傳大使。同時她亦跟電子發行網站DLsite合作，為它的限時專賣計劃做宣傳。此外，Sofmap AKIBA 1号店在2020年9月到2021年2月期間還於店內出售她的限定週邊。
2023年11月30日，她宣佈活動休止。原事務所在回答《週刊文春》記者提問時，說她在12月開始以的名義活動。記者繼向胡桃查詢，但她拒絕回答自己是否餅月的問題。

## 人物
根據餅月本人的說法，她的父親是軍人，母親曾任偶像，而自己則在月球長大，因此自稱為「月兔人」。她之後放棄「月兔人」的設定，改把自身稱為人類。她在設定上為17歲，主要於東京都文京區從事YouTuber活動。餅月不時把觀眾或粉丝稱為「小兔子醬」（子ウサギちゃん）。她愛吃月饼和棒棒糖。角色设计由插畫師Gaou（がおう）擔當。
餅月年幼時，她的祖父给她买了发行于世嘉土星的遊戲《YU-NO 在這世界盡頭詠唱愛的少女》，不過她在年滿18歲後才開始遊玩。自此，她便對美少女遊戲產生興趣。餅月對凌辱系遊戲情有獨鐘，是遊戲品牌Innocent Grey和Black Cyc的粉絲。她曾在Sofmap做兼職。由於她在YouTube上的活動很多都跟美少女遊戲有關，故部分媒體會把她稱為「喜歡美少女遊戲的YouTuber」或「成人遊戲系VTuber」。
漫畫《姐姐大人的逆襲》（お姉さまの逆襲）收錄了美少女遊戲界中的女性的訪談紀錄。其作者在專題中形容餅月的語氣和聲線十分可愛，不過他亦認為餅月在影片中的舉動帶給人「很野性」的感覺。新聞網站MoguLive的Tamagomago同樣形容餅月有着「明亮可爱的聲線」以及「開朗活潑的性格」。他同時寫道，餅月在影片中的「着眼點十分奇妙，帶給人『盡全力把球拋向明天或後天』的感受」。

## 出演

### 一般遊戲
2020年
- Nosferatu Lilinor（Nintendo Switch） -  玩家角色聯動皮膚[3]

### 成人遊戲
2021年
- 極限痴漢特異點2 痴漢的證明 - 飾演其中一名被稱為「触手」的痴汉[20]

### 同人遊戲
2021年
- 寢取新妻莫妮卡 ～傲嬌的妻子和不正經打工～ - 在期間限定版中擔任配音工作，並監修部分色情場景[11]

### 網頁遊戲和手機遊戲
2020年
- 鮮豔軍團（日语：ビビッドアーミー） - 皮肤聯動和為系统声音配音[21]
- 抓樂霸（日语：トレバ） - 週邊聯動和活动[22]

### CD
遊戲特典CD
- 響野家是色情遊戲店！ - 收錄了她主唱的插入曲和翻唱曲[4]
- 愛上火車 Last Run!! - 特典CD《愛上火車 Last Run!! VTuber Cover Selection》當中收錄了她主唱的[23]
- 極限痴漢特異點2 痴漢的證明 - 人頭錄音痴漢音聲[20]

廣播劇CD
- 再點燃成人遊戲之火 頭腦改革廣播劇（エロゲ熱を"再点火"させる頭脳改革ドラマ） - 《TECH GIAN》2021年5月號附送的CD[11]

广播CD
- VOICE ACTRESS CONCERTO!（第4卷） - 在首片光碟中以嘉賓的身份登場[3][24][i]

### 活動
2019年
- 心跳回忆！Vtuber广场 Vol.2（わくわく！VTuberひろば Vol.2，11月16日，BitStar本社休息室）[25]

2020年
- VSiNGs -Wintering2020-（2月21日，社交平台「cluster」）[26]

## 外部連結
- YouTube上的餅月Himari頻道
- 餅月Himari的X（前Twitter）
- もちもちひもち的pixiv
- 饼月HimariOfficial的哔哩哔哩个人空间